# Lagidium wolffsohni
Lagidium wolffsohni é uma espécie de roedor da família Chinchillidae.
Pode ser encontrada no sudoeste da Argentina e partes adjacentes do Chile.